# Condado de Ransom
O Condado de Ransom é um dos 53 condados do Estado americano da Dakota do Norte. A sede do condado é Lisbon, e sua maior cidade é Lisbon. O condado possui uma área de 2238 km² (dos quais 4 km² estão cobertos por água), uma população de 5457 habitantes, e uma densidade populacional de 2 hab/km² (segundo o censo nacional de 2010).